# Sciurus sanborni
La ardilla de Sanborn (Sciurus sanborni) es una especie de roedor de la familia Sciuridae.

## Distribución geográfica
Es  endémica de Perú y Bolivia.

## Hábitat
Su hábitat natural son: bosques tropicales y subtropicales de hoja ancha.